# Giovanni Capellini

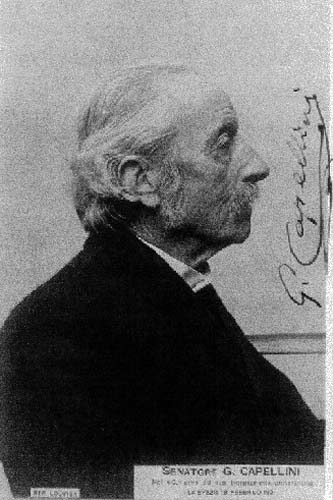
Giovanni Capellini. Porträtfoto, veröffentlicht anlässlich von Capellinis Aufnahme in den Senat des Königreichs Italien im Dezember 1890

Giovanni Capellini (* 23. August 1833 in La Spezia; † 28. Mai 1922 in Bologna) war ein italienischer Geologe und Paläontologe. 

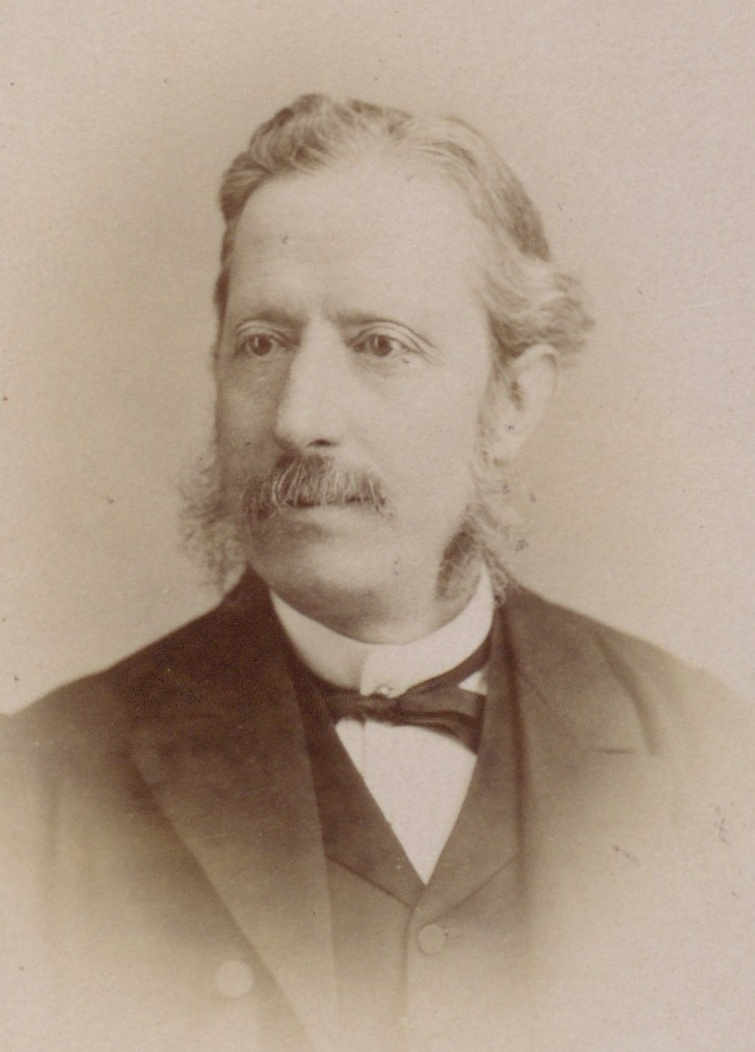
Giovanni Capellini

Von 1856 bis 1858 studierte er in Pisa und im folgenden Jahr unternahm er Reisen durch Frankreich, England, Schweiz und Deutschland. 1860 wurde er Professor in Genua und 1861 Professor der Geologie und Paläontologie an der Universität Bologna, deren Rektor er 1874 wurde. Im Jahr 1888 wurde er zum Mitglied der Gelehrtengesellschaft Leopoldina gewählt. Seit 1891 war er korrespondierendes Mitglied der Bayerischen Akademie der Wissenschaften. 1908 wurde er Ehrenmitglied der Russischen Akademie der Wissenschaften in Sankt Petersburg.
In Bologna begründete er das geologische Institut und den internationalen Kongress für Anthropologie und prähistorische Archäologie.
Am 4. Dezember 1890 wurde Capellini in den Senat des Königreichs Italien aufgenommen.